# بلاسيو دى كوريوس دى ميكسيكو (قصر البريد بالمكسيك)

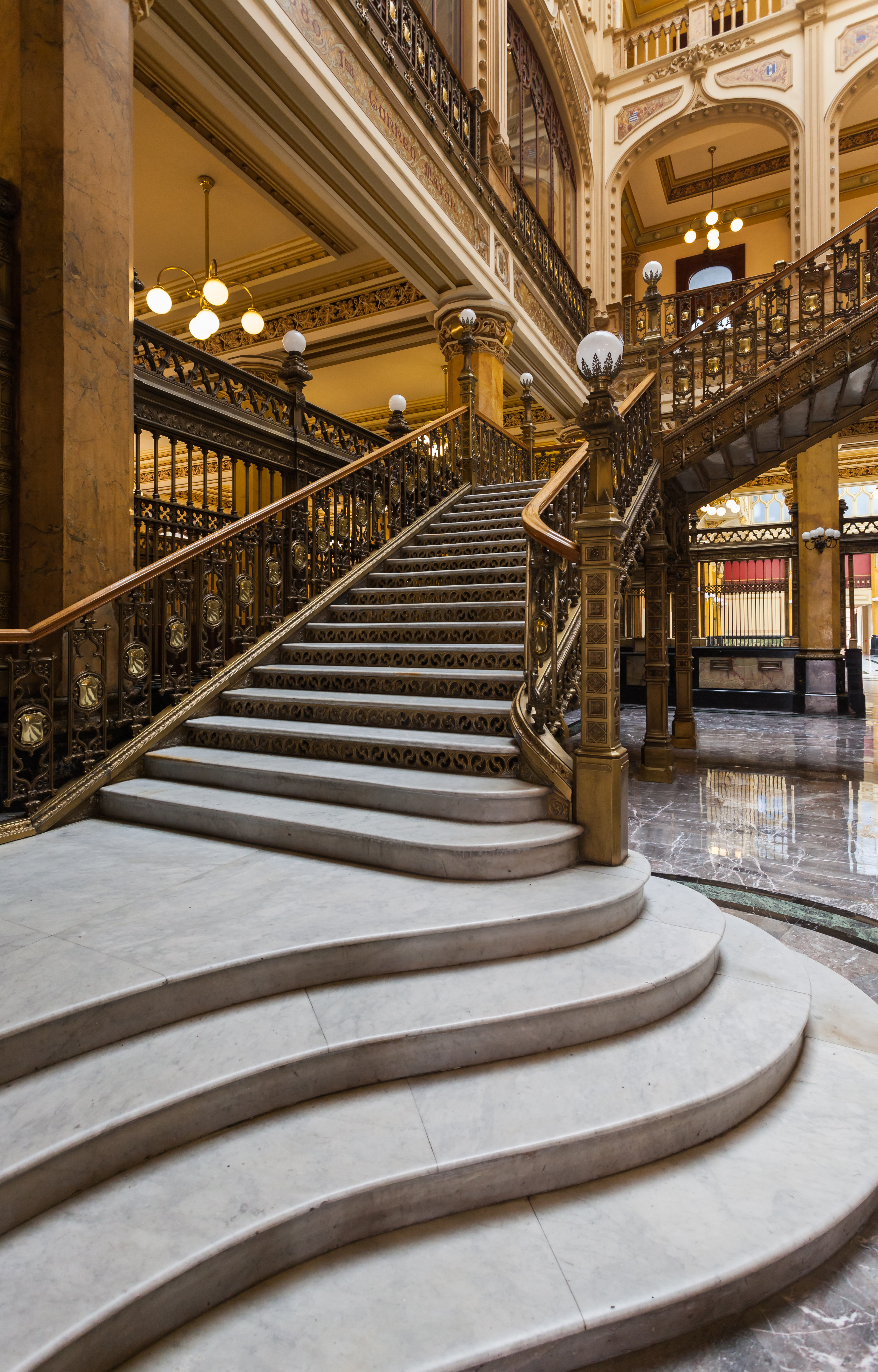
سلالم جانبية

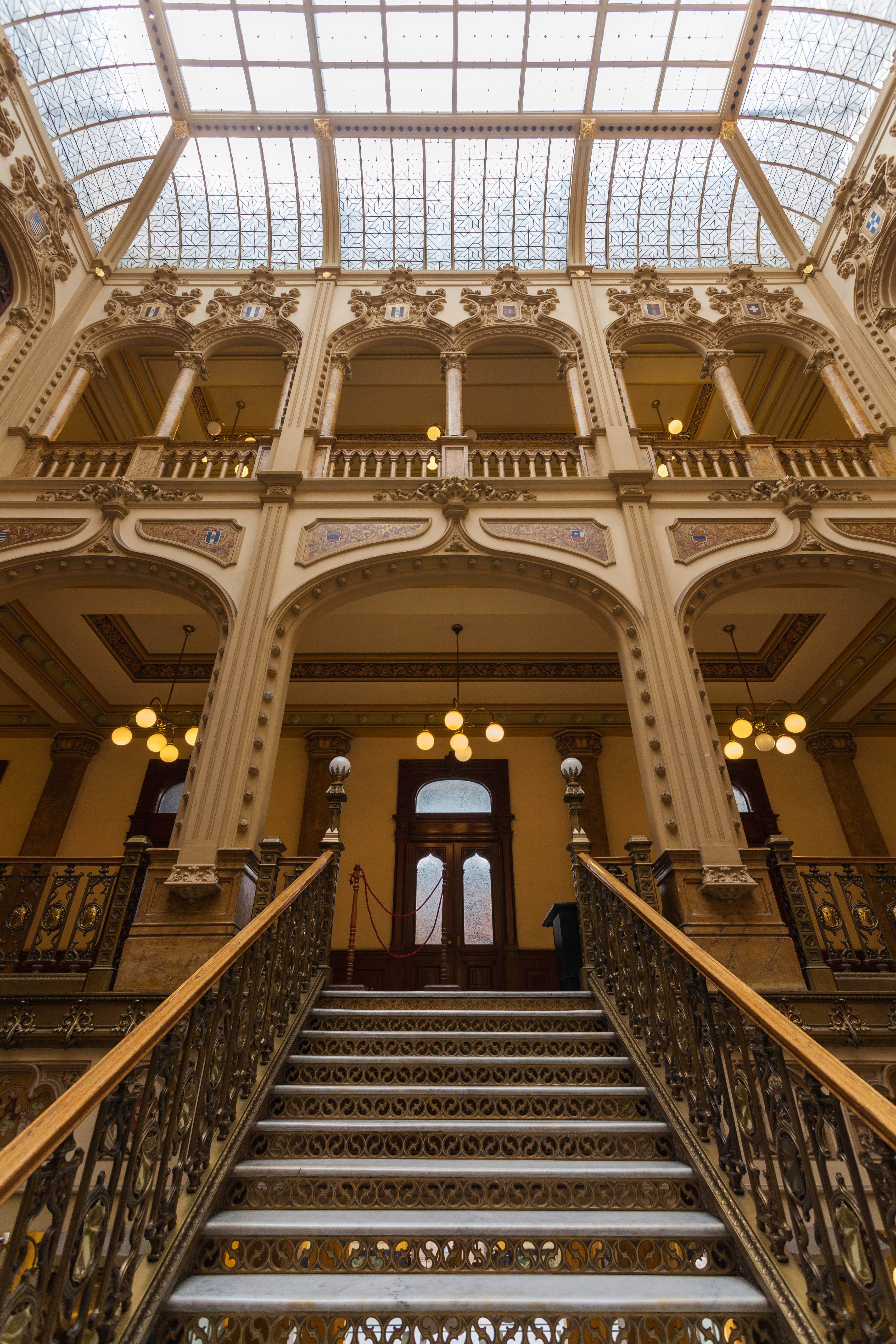
مشهد أمامى للسلالم الرئيسية

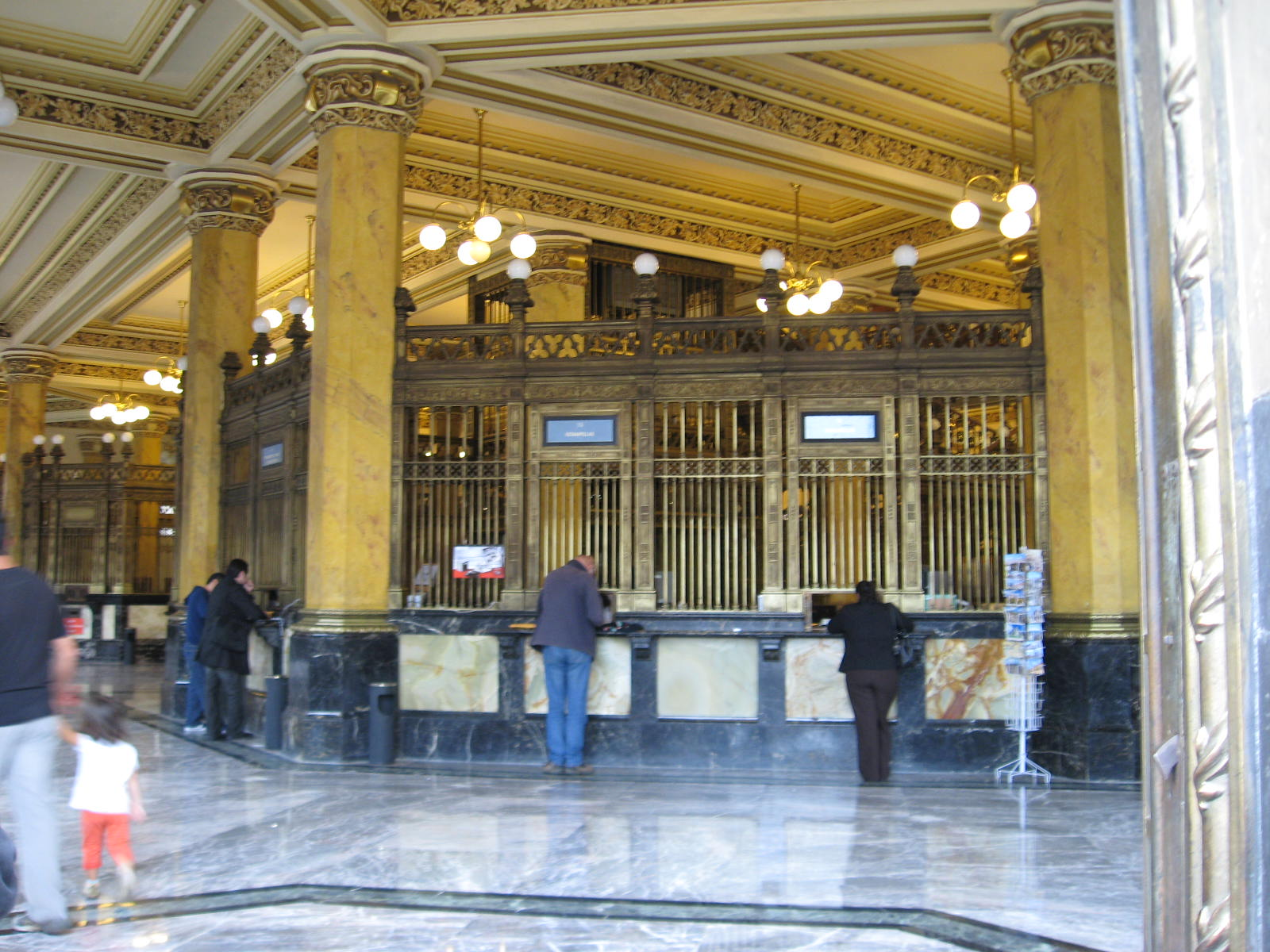
شباكان لتقديم الخدمات يمكن رؤيتهما عند الدخول من المدخل الرئيسى للقصر

يقع قصر الكوريوس أو قصر البريد بالمركز التاريخى لمدينة ميكسيكو سيتى بالمكسيك و تحديدًا بشارع إيخيه سنترال بالقرب من قصر الفنون الجميلة.بنى هذا القصر في بداية القرن العشرين عندما أصبح مكتب البريد كيانًا حكوميًا مستقلًا. تم وضع حجر الأساس للمبنى في الرابع عشر من سبتمبر عام 1902 و استمر العمل به لمدة خمس سنوات. في عام 1907 قام بافتتاحه رئيس المكسيك بوفيريو دياث الذي قام في حركة رمزية بوضع طابعين بريد يحملان صورة القصر في صندوق البريد أحدهما موجه إلى مكان في مكسيكو سيتى و الآخر إلى منطقة أخرى من البلاد.

## تاريخ المبنى
في المكان الذي يشغله الآن قصر البريد كان يقع المستشفى الملكى نويسترا سينيورا دى لا بورا والذي أُنشئ في عام 1791 من قبل النظام الفرنسيسكانى. حافظ المبنى على حالته الجيدة منذ إنشاءه و لكنه تعرض لتحولات أضرت ببنيانه في الخمسينات، حيث أدى النمو الإقتصادى إلى توسع بنك المكسيك المجاور الذي قام ببناء جسرين يصلانه بالقصر مما تسبب في تلفيات كبيرة للتصميم الأصلى في الجزء الذي احتله البنك. كما تسبب الوزن الزائد الذي أضيف إلى القصر في التحميل على هيكل المبنى الصلب والإضرار به. آلت الاوضاع بالقصر من سئ إلى أسوأ عندما ضرب زلزال 1985 مكسيكو سيتى. في التسعينيات أعادت أعمال التجديدات القصر إلى بنيته وهيئته الأصلية.